# David McCallum
David Keith McCallum Jr. (Glasgow, 19 settembre 1933 – New York, 25 settembre 2023) è stato un attore e cantante britannico naturalizzato statunitense.
Figlio del celebre violinista David McCallum Sr. e della violoncellista Dorothy Dorman, è conosciuto principalmente per il ruolo dell'agente segreto russo Illya Kuryakin nella popolare serie televisiva degli anni sessanta Organizzazione U.N.C.L.E. e per quello di Acciaio nella serie britannica di fantascienza Zaffiro e Acciaio. Dal 2003 fino alla morte, la sua fama fu legata al ruolo del dottor Donald Mallard, il medico legale della serie NCIS - Unità anticrimine.
Come doppiatore in particolare ha prestato la voce al personaggio di Alfred Pennyworth, il fido maggiordomo di Bruce Wayne / Batman nell'universo DC, nei film di animazione Batman - Il cavaliere di Gotham (2008), Son of Batman (2014) e Batman vs. Robin (2015). Ha inoltre prestato la voce al Professor Paradox in alcune serie del franchise Ben 10, precisamente Ben 10 - Forza aliena (2008-2010), Ben 10: Ultimate Alien (2010-2011) e Ben 10: Omniverse (2013-2014).
Come musicista, McCallum ha pubblicato alcuni album, EP e singoli jazz tra il 1966 e il 1968. È inoltre coautore del brano strumentale The Edge, scritto assieme al compositore e produttore statunitense David Axelrod, brano in seguito utilizzato come sample dell'intro della canzone The Next Episode dei rapper Dr. Dre e Snoop Dogg.

## Biografia
McCallum nacque a Glasgow e studiò alla University College School, una famosa scuola indipendente a Hampstead, Londra. Iniziò la sua carriera con piccole parti in alcuni film britannici tra la fine degli anni cinquanta e l'inizio dei sessanta. Nel 1963 partecipò al film La grande fuga, sul set del quale presentò l'allora sua consorte Jill Ireland a Charles Bronson. Jill in seguito lo lasciò per sposare proprio lo stesso Bronson. Dopo la morte nel 2014 di Richard Attenborough, James Garner e Angus Lennie, McCallum e John Leyton erano gli unici attori superstiti del film.

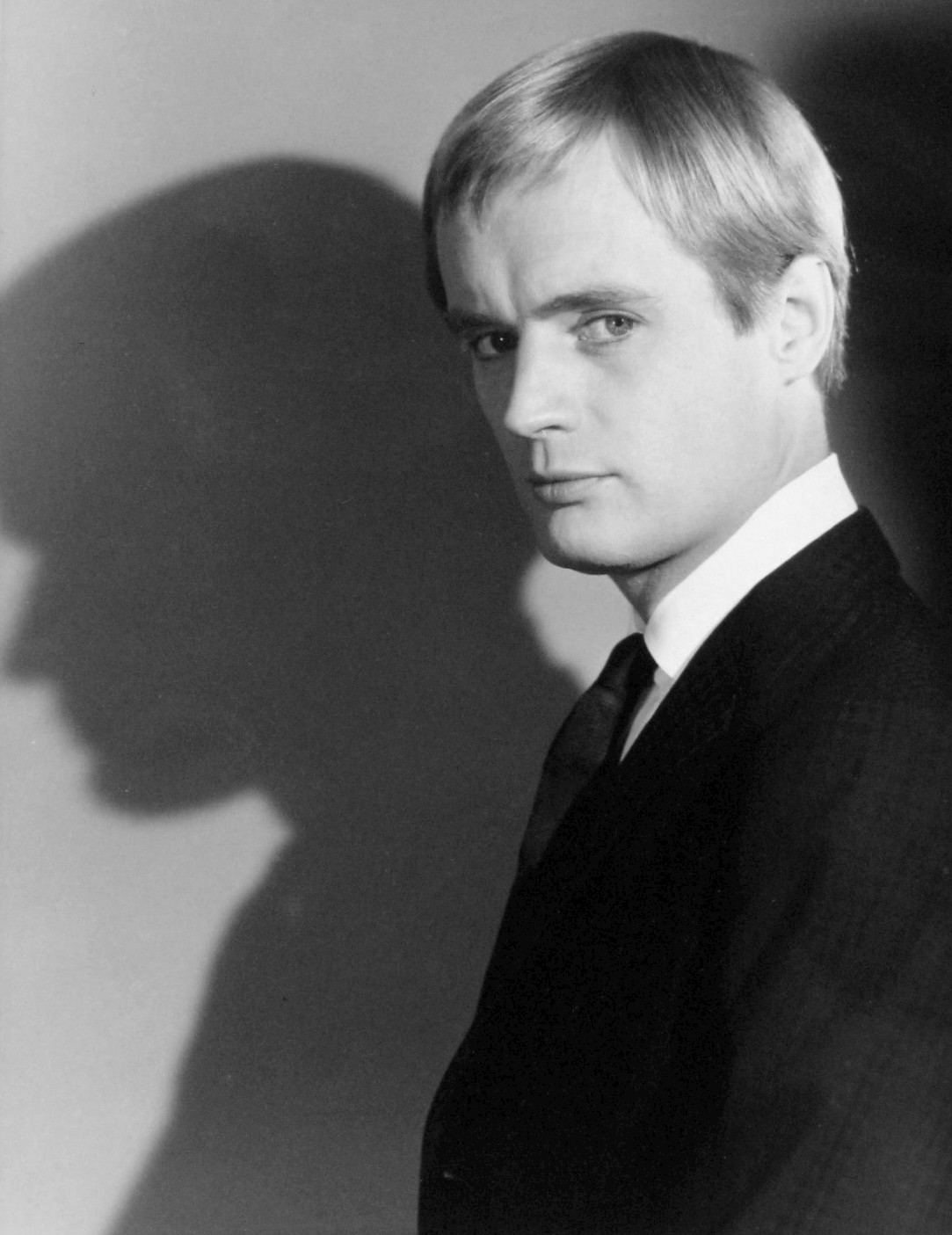
David McCallum nella serie televisiva Organizzazione U.N.C.L.E.

McCallum raggiunse la definitiva consacrazione con Organizzazione U.N.C.L.E. (1964-1968), serie televisiva di spionaggio nata come trampolino di lancio per l'attore americano Robert Vaughn. Il telefilm fece inaspettatamente di McCallum un sex symbol: il suo taglio di capelli in stile Beatles si contrapponeva al look piuttosto tradizionale di Vaughn. Diventò popolare anche grazie alla canzone Love Ya, Illya cantata da Alma Cogan sotto il nome di Angela and the Fans (I wish, I wish, I wish, I wish, I wish that Illya loved me, trad. voglio, voglio, voglio, voglio, voglio che Illya mi ami), grande successo delle "pirate radio" in Gran Bretagna nel 1966.
Divenuto un volto familiare sul piccolo schermo, McCallum faticò a replicare lo stesso successo ottenuto con il ruolo di Kuryakin. Le altre sue interpretazioni più note furono quelle di Giuda Iscariota nel film La più grande storia mai raccontata (1965) di George Stevens, dello scienziato Daniel Westin, protagonista della serie televisiva L'uomo invisibile (1975-1976), e di Acciaio nella serie Zaffiro e Acciaio (1979-1982), assieme a Joanna Lumley.
Negli anni sessanta registrò alcuni album per la Capitol Records con il produttore David Axelrod: A Bit More of Me (1966) e It's Happening Now! (1967). Il più noto dei suoi pezzi è probabilmente The Edge, eseguito anche dal Dr. Dre così come il riff di The Next Episode. Musicista di formazione classica, concepì in questi album un suono in cui si fondevano oboe, corno francese, chitarra e batteria.
McCallum apparve come guest star nella prima stagione della serie televisiva americana seaQuest - Odissea negli abissi, nel ruolo di Frank Cobb, ufficiale del fittizio Broken Ridge of the Ausland Confederation, un sottomarino minerario al largo della grande barriera corallina australiana. Nel 1980 partecipò al primo horror prodotto dalla Disney, Gli occhi del parco con Bette Davis. Nel 1994 fu il narratore negli acclamati documentari Titanic: Morte di un sogno e Titanic: La leggenda vive ancora per A&E Television Networks. Sempre negli anni novanta un gruppo rock/rap argentino scelse come nome Illya Kuryaki and the Valderramas, dal personaggio di McCallum nella serie Organizzazione U.N.C.L.E.
Dal 2003 fino alla morte, McCallum lavorò nella fortunata serie NCIS - Unità anticrimine prodotta dalla CBS, nel ruolo del medico legale Donald "Ducky" Mallard, uno dei personaggi principali. In una battuta sull'età del suo personaggio nella serie, quando l'agente Kate Todd chiede a Gibbs "Che tipo era Ducky quando era giovane?", egli risponde semplicemente "Illya Kuryakin", anche se questa battuta si perde nella traduzione italiana poiché, visto che la serie Organizzazione U.N.C.L.E. è stata trasmessa in Italia negli anni sessanta e ben pochi avrebbero capito il nesso, è stata tradotta differentemente. La battuta italiana è "Un tipo alla Cary Grant".
Secondo il "dietro le quinte" nel DVD della prima stagione della serie, McCallum si era preparato con particolare cura per diventare un esperto in medicina forense, al fine di interpretare meglio il ruolo di Ducky, addirittura assistendo ad alcune autopsie. Donald P. Bellisario racconta che McCallum divenne talmente esperto in materia che fu seriamente tentato di fare di lui un consulente tecnico per la serie.
Muore il 25 settembre 2023 a New York per cause naturali, pochi giorni dopo aver compiuto 90 anni.

## Vita privata
È stato sposato con l'attrice Jill Ireland dal 1957 al 1967, quando i due divorziarono e l'attrice sposò in seconde nozze Charles Bronson nel 1968. I due ebbero tre figli: Paul, Jason e Valentine (Val). Jason, che era stato adottato, morì di overdose nel 1989.
Nel 1967 contrasse un secondo matrimonio con Katherine Carpenter, modella diventata designer di interni. La coppia si incontrò durante un servizio fotografico per la rivista Glamour nel 1965 e rimasero insieme per più di 50 anni. Ebbero un figlio, Peter, e una figlia, Sophie.
Nel 1999 acquisì la cittadinanza statunitense.

## Filmografia parziale

### Attore

#### Cinema
- Gli anni pericolosi (These Dangerous Years), regia di Herbert Wilcox (1957)
- La grande rapina (Robbery Under Arms), regia di Jack Lee (1957)
- I piloti dell'inferno (Hell Drivers), regia di Cy Endfield (1957)
- Caccia ai diamanti (The Secret Place), regia di Clive Donner (1957)
- Colpo di mano a Creta (I'll Met by Moonlight), regia di Michael Powell e Emeric Pressburger (1957)
- Titanic, latitudine 41 nord (A Night to Remember), regia di Roy Ward Baker (1958)
- L'incendiario (Violent Playground), regia di Basil Dearden (1958)
- La pattuglia dei 7 (The Long and the Short and the Tall), regia di Leslie Norman (1961)
- Criminal Sexy (Jungle Street), regia di Charles Saunders (1961)
- Karolina Rijecka, regia di Vladimir Pogacic (1961)
- Freud - Passioni segrete (Freud the Secret Passion), regia di John Huston (1962)
- Billy Budd, regia di Peter Ustinov (1962)
- La grande fuga (The Great Escape), regia di John Sturges (1963)
- La più grande storia mai raccontata (The Greatest Story Ever Told), regia di George Stevens (1965)
- La spia dai due volti (The Spy with My Face), regia di John Newland (1965)
- I conquistatori degli abissi (Around the World Under the Sea), regia di Andrew Marton (1966)
- La spia dal cappello verde (The Spy in the Green Hat), regia di Joseph Sargent (1967)
- Tre morsi nella mela (Three Bites of the Apple), regia di Alvin Ganzer (1967)
- Con le spalle al muro (Sol Madrid), regia di Brian G. Hutton (1968)
- La squadriglia dei falchi rossi (Mosquito Squadron), regia di Boris Sagal (1969)
- La cattura, regia di Paolo Cavara (1969)
- The Kingfisher Caper, regia di Dirk DeVilliers (1975)
- Dogs - Questo cane uccide (Dogs), regia di Burt Brinckerhoff (1977)
- King Solomon's Treasure, regia di Alvin Rakoff (1979)
- Gli occhi del parco (The Watcher in the Woods), regia di John Hough (1980)
- Terminal Choice, regia di Sheldon Larry (1985)
- Il vento (The Wind), regia di Nico Mastorakis (1986)
- The Haunting of Morella, regia di Jim Wynorski (1990)
- Il mistero di Jo Locke, il sosia e miss Britannia '58 (Hear My Song), regia di Peter Chelsom (1991)
- Fatal Inheritance, regia di Gabrielle Beaumont (1993)
- Dirty weekend, sporco weekend (Dirty Weekend), regia di Michael Winner (1993)
- Healer, regia di John G. Thomas (1994)
- Bella da morire (Shattered Image), regia di Fritz Kiersch (1994)
- Cherry, regia di Jon Glascoe e Joseph Pierson (1999)

#### Televisione
- Our Mutual Friend – serie TV, 10 episodi (1958-1959)
- The Eustace Diamonds – serie TV, 6 episodi (1959)
- Emma –  serie TV, 5 episodi (1960)
- La grande avventura (The Great Adventure) – serie TV, episodi 1x23-1x24 (1964)
- The Travels of Jaimie McPheeters – serie TV, episodio 1x18 (1964)
- Profiles in Courage – serie TV, 1 episodio (1964)
- Organizzazione U.N.C.L.E. (The Man From U.N.C.L.E.) – serie TV, 100 episodi (1964-1968)
- Colditz – serie TV, 27 episodi (1972-1974)
- She Waits, regia di Delbert Mann – film TV (1972)
- L'uomo invisibile (The Invisible Man) – serie TV, 12 episodi (1975-1976)
- Zaffiro e Acciaio (Sapphire & Steel) – serie TV, 34 episodi (1979-1982)
- Cuore e batticuore (Hart to Hart) – serie TV, episodio 4x11 (1983)
- L'ora del mistero (Hammer House of Mystery and Suspense) – serie TV, episodio 1x10 (1984)
- A-Team (The A-Team) – serie TV, episodio 5x06 (1986)
- Matlock – serie TV, episodio 2x01 (1987)
- La signora in giallo (Murder, She Wrote) – serie TV, episodi 5x14-7x02 (1989-1990)
- Cluedo – serie TV, 6 episodi (1991)
- Trainer – serie TV, 23 episodi (1991-1992)
- Babylon 5 – serie TV, episodio 1x04 (1994)
- VR.5 – serie TV, 7 episodi (1995-1997)
- Team Knight Rider – serie TV, 5 episodi (1995-1997)
- Law & Order - I due volti della giustizia (Law & Order) – serie TV, episodio 7x22 (1997)
- Sex and the City – serie TV, episodio 2x15 (1999)
- The Education of Max Bickford – serie TV, 9 episodi (2001-2002)
- JAG - Avvocati in divisa (JAG) – serie TV, episodi 8x20-8x21 (2003) - Donald Mallard
- NCIS - Unità anticrimine (NCIS) – serie TV, 458 episodi (2003-2024) - Donald Mallard
- NCIS: New Orleans – serie TV, 2 episodi (2014-2016) - Donald Mallard

### Doppiatore

#### Cinema
- Batman - Il cavaliere di Gotham (Batman: Gotham Knight), regia di Yasuhiro Aoki e Futoshi Higashide - driect-to-video (2008) - Alfred Pennyworth
- Wonder Woman, regia di Lauren Montgomery - direct-to-video (2009)
- Son of Batman, regia di Ethan Spaulding (2014) - Alfred Pennyworth
- Batman vs. Robin, regia di Jay Oliva - direct-to-video (2015) - Alfred Pennyworth

#### Televisione
- The Replacements - Agenzia sostituzioni (The Replacements) – serie animata, 67 episodi (2006-2009)
- Batman: The Brave and the Bold - serie animata, episodio 1x05 (2009)
- Ben 10 - Forza aliena (Ben 10: Alien Force) – serie TV animata, 4 episodi (2008-2010) - Professor Paradox
- Ben 10: Ultimate Alien - serie animata, episodi 1x10-1x16-2x10 (2010-2011) - Professor Paradox
- Ben 10: Omniverse - serie animata, 6 episodi (2013-2014) - Professor Paradox

#### Videogiochi
- Fusion Fall (2009)
- Ben 10: Alien Force - Vilgax Attacks (2009) - Professor Paradox
- NCIS (2011) - Donald Mallard
- Diablo III, regia di Nicholas S. Carpenter e Marc Messenger (2012)

## Discografia

### Album in studio
- 1966 - Music: A Part Of Me
- 1967 - Music: A Bit More Of Me
- 1967 - Music: It's Happening Now!
- 1968 - McCallum
- Two Sides Of David McCallum

### Audiolibri
- 1973 - Eric Knight Lassie Come-Home
- 1973 - H.P. Lovecraft The Rats in the Walls
- 1973 - Ambrose Bierce An Occurence at Owl Creek Bridge and the Damned Thing
- 1973 - Kenneth Grahame The Wind in the Willows
- 1976 - H.P. Lovecraft The Dunwich Horror
- 1979 - H.P. Lovecraft The Haunter of the Dark
- 1981 - Giovanni Boccaccio Five Tales from The Decameron (con Carole Shelley)
- 1994 - Jerome K Jerome Three Men in a Boat

### Raccolte
- 1967 - David McCallum y su orquesta
- 1968 - Orquesta dirigida por: David McCallum
- 1996 - Open Channel D
- Solo für I.L.L.Y.A.

### EP
- 1966 - Theme From "Three Bites of the Apple" (In the Garden - Under the Tree)
- 1966 - The Far Side of the Moon
- 1967 - A Man and a Woman
- 1968 - The House on Breckenridge Lane

### Singoli
- 1966 - In The Garden (Under The Tree) (Theme From The M-G-M Production "Three Bites of the Apple")
- 1966 - Communication/My Carousel
- 1966 - The Far Side of the Moon/Insomnia
- 1967 - House of Mirrors/A Man and a Woman
- 2002 - The Edge/Holy Thursday (split con David Axelrod)
- 2018 - Uptight/The Edge

## Doppiatori italiani
Nelle versioni in italiano delle opere in cui ha recitato, David McCallum è stato doppiato da:
- Ambrogio Colombo in JAG - Avvocati in divisa, NCIS - Unità anticrimine, NCIS: New Orleans
- Gianfranco Bellini in Freud - Passioni segrete, La più grande storia mai raccontata
- Cesare Barbetti in La grande rapina, Le spie vengono dal cielo
- Manlio De Angelis ne La grande fuga
- Pino Locchi ne La cattura
- Diego Reggente ne L'uomo invisibile
- Massimo Turci ne I piloti dell'inferno
- Gianni Giuliano in Colditz
- Tonino Accolla ne Gli occhi del parco
- Dario Penne in Zaffiro e Acciaio
- Paolo Poiret in L'ora del mistero
- Sergio Di Stefano in Alfred Hitchcock presenta
- Saverio Moriones ne La signora in giallo (ep. 5x14)
- Oliviero Dinelli ne La signora in giallo (ep. 7x02)
- Gino La Monica in Law & Order - I due volti della giustizia

Da doppiatore è stato sostituito da:
- Guido Rutta in Batman - Il cavaliere di Gotham
- Massimo Gentile in The Replacements - Agenzia sostituzioni

## Citazioni e omaggi
- L'episodio Quello che resta (The Stories We Leave Behind), della ventunesima stagione della serie televisiva NCIS - Unità anticrimine, realizzato cinque mesi prima del decesso dell'attore e trasmesso il 19 febbraio 2024, è un lungo omaggio all'attore scomparso. Nell'episodio viene messo in scena il decesso di Ducky, il capo medico legale diventato storico ufficiale dell'NCIS interpretato da McCallum. Nel corso dell'episodio ogni personaggio ricorda un momento specifico condiviso con il dottor Mallard, oltre alla presenza di numerosi rimandi alla vita reale e alla carriera di McCallum. La sigla iniziale, inoltre, è rallentata e contiene un messaggio in memoria dell'attore scomparso prima dei titoli di coda.